# Nephrotoma retenta
Nephrotoma retenta är en tvåvingeart som beskrevs av Alexander 1935. Nephrotoma retenta ingår i släktet Nephrotoma och familjen storharkrankar. Inga underarter finns listade i Catalogue of Life.